# Hegemoniale Männlichkeit
Hegemoniale Männlichkeit ist ein Begriff aus der soziologischen Geschlechterforschung, der eine gesellschaftliche Praxis beschreibt, die die dominante soziale Position von Männern und eine untergeordnete Position von Frauen garantieren soll. Mit dem Konzept soll erklärt werden, wie und warum Männer ihre soziale Dominanz gegenüber Frauen und anderen Geschlechtsidentitäten, aber auch gegenüber als „schwächer“ wahrgenommenen Männern (beispielsweise Homosexuellen) erreichen und aufrechterhalten.
Der Begriff „hegemoniale Männlichkeit“ wurde von der australischen Soziologin Raewyn Connell in feministische Diskurse und die Gender- und Männerforschung eingeführt. Seit dem Erscheinen ihres Buchs Masculinities 1995 wurde der Begriff besonders in den Gender Studies rezipiert, diskutiert und kritisiert.

## Herkunft
In den 1970er und 1980er Jahren begannen Sozialwissenschaftler im Lichte der feministischen Forschung zum Geschlechterverhältnis die Position von Männern und Jungen in der Gesellschaft in Frage zu stellen. In dem Aufsatz Toward a New Sociology of Masculinity wurde dieser Umschwung beschrieben und Kritik an der Abstraktheit der Geschlechterrollentheorie geübt, die zwar seit den 1950er Jahren die soziologische Männerforschung beherrscht, aber zum Verständnis von Problemen wie Macht, Gewalt oder materieller Ungleichheit nichts beigetragen habe. Die These ist, dass Herrschaft über Frauen kein universales Merkmal von Männern sei. Vielmehr sei männliche Herrschaft ein dynamisches System, das über die Geschlechterbeziehungen unter wechselnden Bedingungen, zu denen auch der Widerstand von untergeordneten Gruppen gehört, ständig reproduziert und neu konstituiert wird. Damit „ist Gewalt im Geschlechterverhältnis nicht so sehr ein Wesensmerkmal der Männlichkeit (...) als vielmehr ein Maß für die Heftigkeit dieses Kampfs“.
In Anschluss hieran etablierte Raewyn Connell den Begriff „hegemoniale Männlichkeit“. Er ist an den italienischen Theoretiker Antonio Gramsci und sein Konzept der kulturellen Hegemonie angelehnt, mit dem die Machtbeziehungen zwischen sozialen Klassen innerhalb einer Gesellschaft analysiert werden.

## Hegemoniale Männlichkeit nach Raewyn Connell
Raewyn Connell begreift das soziale Geschlecht als eine Weise, in der soziale Praxis geordnet ist. Da soziale Praxis immer von soziokulturellen Umständen abhängt, entstehen zu unterschiedlichen Zeiten und in unterschiedlichen Milieus auch unterschiedliche Konfigurationen von Männlichkeit und Weiblichkeit. Der Antrieb dieser Veränderung ist der Machtkampf innerhalb der Geschlechterbeziehung und der Erhaltungsdrang des Patriarchats. In ihrem Buch Der gemachte Mann befasst sich Connell u. a. mit den Relationen zwischen verschiedenen Männlichkeiten und stellt vier Konzepte solcher Verhältnisse vor. Als derzeit höchste Position innerhalb der Männlichkeit sieht sie die „transnationale Business-Männlichkeit“ bzw. im Allgemeinen die Manager-Männlichkeit.

### Hegemoniale Männlichkeit
Hegemonial ist diejenige Männlichkeit, die aktuell am besten dazu geeignet ist, das Patriarchat aufrechtzuerhalten und somit die Dominanz von Männern und die Unterordnung von Frauen zu gewährleisten. Das bedeutet, dass sich hegemoniale Männlichkeit wandelt, sobald sich die Bedingungen, unter denen die Verteidigung des Patriarchats stattfindet, verändern. Vertreter der hegemonialen Männlichkeit versuchen das Patriarchat hauptsächlich zu stützen, indem sie einen Anspruch auf Autorität erheben. Direkte Ausübung von Gewalt wird eher vermieden, ist aber auch niemals gänzlich ausgeschlossen. Macht und Erfolg der hegemonialen Männlichkeit beziehen sich in erster Linie auf ein Kollektiv, d. h. ein einzelner Vertreter dieser Konfiguration verfügt in der Gesellschaft nicht unbedingt über die größte Autorität und nicht jeder mächtige Mann realisiert die hegemoniale Männlichkeit.

### Komplizenschaft
Es gibt nur wenige Männer, die alle Elemente hegemonialer Männlichkeit auf sich vereinigen und damit der gerade aktuellen Norm entsprechen. Dennoch profitiert die Mehrheit der Männer von der Vormachtstellung des Patriarchats, was dazu führt, dass viele Männer zumindest implizit patriarchale Verhältnisse akzeptieren. Connell nennt dieses Phänomen die „patriarchale Dividende“. Über die Komplizenschaft überträgt sich aber auch die Dominanz im Geschlechterverhältnis nur partiell. Im Spannungsfeld des Alltages bedeutet dies, dass Kompromisse mit Frauen oft nicht zu umgehen sind und so widersprüchliche Konfigurationen von Männlichkeit entstehen.

### Marginalisierung
Einige Männer, die in bestimmten Bereichen der Gesellschaft Erfolge zeigen, profitieren nur in eingeschränkter Weise von der Macht und dem Ansehen des Patriarchats. Ein Grund dafür kann die Zugehörigkeit zu einer gesellschaftlich benachteiligten Gruppe sein. Connell führt als Beispiel an, dass trotz ihrer zahlreichen Triumphe in den USA schwarze Sportler von ethnischer Diskriminierung betroffen sind. Ähnliches gilt für klassenbezogene Differenzen, auch proletarische Männlichkeiten werden marginalisiert. So kommt es, dass einzelne Vertreter marginalisierter Männlichkeiten zwar durchaus zu Ruhm und Reichtum kommen können, ihr Erfolg anderen Vertretern derselben benachteiligten Gruppe aber nicht zu einer höheren gesellschaftlichen Autorität verhilft.

### Unterordnung
Wenn Kampf um den Machterhalt des Patriarchats eine Konstante innerhalb der Geschlechterbeziehungen ist, dann haben die Anteilseigner des Patriarchats ein Interesse daran, jede Männlichkeit zu unterdrücken, die die hegemoniale Männlichkeit untergraben könnte. In der Logik der Hegemonie rücken diese Männlichkeiten in gefährliche Nähe zur Weiblichkeit, was sich auch durch symbolische Verweiblichung in der Betitelung ihrer Vertreter mit Schmähwörtern (Dysphemismus, Pejorativum) ausdrückt, bspw. (die Tunte, die Schwuchtel). Als auffälligstes Beispiel unterdrückter Männlichkeit der Gegenwart nennt Connell schwule Männlichkeit. Noch weniger als bei der hegemonialen Männlichkeit entspricht die untergeordnete Männlichkeit einer definierten Gruppe. Das Bannfeld patriarchatsschwächender Elemente betrifft auch einzelne Praktiken, sodass auch Männer, die tendenziell nicht zu einer diskriminierten Gruppe gehören, dem Vorwurf der Weiblichkeit ausgesetzt werden können.

## Rezeption
Innerhalb der Gender Studies wird Männlichkeitsforschung vorrangig mit Bezug auf Raewyn Connells Konzept der hegemonialen Männlichkeit betrieben. Es ist damit in gewisser Weise selbst hegemonial geworden. Darüber hinaus findet das Konzept in den verschiedensten wissenschaftlichen Disziplinen Anwendung – z. B. in der Pädagogik, der Kommunikationswissenschaft, der Geographie sowie der Literatur- und Kulturwissenschaft. Außerdem versuchen mehrere Forschende Connells Konzept, das in seiner ursprünglichen Form nur für Gesellschaften der westlichen Welt formuliert wurde, um eine globale Perspektive zu erweitern.
Im deutschsprachigen Raum wird das Konzept der hegemonialen Männlichkeit häufig mit den Arbeiten Pierre Bourdieus verknüpft. In diesem Zusammenhang wird in der Forschung auch von einem hegemonialen männlichen Habitus gesprochen. In der englischsprachigen Forschung ist dieser Ansatz kaum verbreitet. Hier sind Überlegungen zum Verhältnis von hegemonialer Männlichkeit und Intersektionalität vielfach vertreten.

## Hegemoniale Weiblichkeit
Mittlerweile wird innerhalb der Forschung kontrovers diskutiert, ob es neben der hegemonialen Männlichkeit auch eine hegemoniale Weiblichkeit gibt bzw. geben kann. Raewyn Connell selbst hat stets ausgeschlossen, dass es eine hegemoniale Weiblichkeit geben könnte. Patriarchale Gesellschaften würden auf eine genuine Unterordnung von Frauen gegenüber Männern aufbauen. Deshalb sei es unmöglich, dass sich unter Frauen eine Weiblichkeit ausbilden könnte, die in derselben Art und Weise intrageschlechtliche Machtgefälle etabliert und das Patriarchat stützt, wie es die hegemoniale Männlichkeit tut. Connell spricht stattdessen von einer „emphasized femininity“ („betonte Weiblichkeit“). Diese würden Frauen an den Tag legen, die einen gewissen machtvollen Status haben. Ein zumindest implizites Einverständnis zur Unterordnung der Frau und eine Orientierung an männlichen Interessen sei dieser Weiblichkeit aber immer noch zu eigen.
Die Soziologin Sylka Scholz plädiert hingegen dafür, den Begriff hegemoniale Weiblichkeit zu etablieren, um theoretisch fassen zu können, dass mittlerweile auch Frauen der sozialen Elite angehören können. Diese Frauen würden eine neue Weiblichkeit konstruieren, bei der die Unterordnung gegenüber Männern keine Rolle mehr spielt. Die einst klare Hierarchie zwischen den Geschlechtern werde durch diese Frauen durchkreuzt.
Der Soziologe Andreas Stückler widerspricht Scholz. Er führt an, dass Frauen zwar durchaus machtvolle Positionen bekleiden, die Eigenschaften, die gesellschaftlich mit Führungspositionen assoziiert werden, aber weiterhin männlich konnotiert seien. Erfolgreiche Frauen können laut Stückler zwar Trägerinnen dieser männlichen Attribute sein, dadurch bilde sich jedoch keine eigenständige hegemoniale Weiblichkeit aus. Vielmehr werde durch diese Frauen weiterhin das Ideal der hegemonialen Männlichkeit verkörpert.